# Mewing
Mewing je ortodontická zdravotní praktika. Technika vychází z tzv. Tropické premisy:, „Ideální vývoj čelistí a zubů závisí na držení úst ve správné pozici s jazykem opřeným o patro, rty zavřenými a zuby se lehce dotýkajícími.“ Je považována za alternativní proud ortodoncie a spousta odborníků z oboru je proti ní.

## Původ názvu
Název praktiky je odvozen od příjmení ortodontisty profesora Johna Mewa, který v 50. letech 20. století začal zkoumat zubní a obličejové vady, a jeho syna doktora Mikea Mewa.

## Princip techniky
Principem je opření jazyka do horní dásně, která se tlaku jazyka přizpůsobí a změní tak tvar obličeje. Je tak možné opravit vady skusu bez nošení rovnátek nebo nutnosti operace.
Podle doktorky Uchenny Okoye je něco pravdy na tom, že technika může zmírnit spánkovou apnoe, ale obecně jsou tvrzení o výsledcích techniky nadsazené.